# استان هرادتس کرالووه
منطقه هرادتس کرالووه (به لاتین: Hradec Králové Region) یک منطقه در جمهوری چک است که در Severovýchod واقع شده‌است.

## خصوصیات
منطقه هرادتس کرالووه ۴٬۷۵۸٫۵۴ کیلومترمربع مساحت و ۵۵۱٬۶۸۹ نفر جمعیت دارد.